# Camilla Lindemann
Camilla Lindemann (født 30. juni 1949) er en dansk journalist og tidligere chefredaktør.
Lindemann blev uddannet journalist fra Danmarks Journalisthøjskole og Fyns Tidende i 1972 og kom derefter til Dagbladet i Køge og Ringsted. Hun blev i 1983 ansat i Aller Press, først på Familie Journalen, og var som skrivende redaktionssekretær i 1986 med til at etablere månedsmagasinet IN. I 1987 blev hun udnvænt til bladets chefredaktør. I 2004 udviklede hun magasinet Psykologi, som hun samtidig blev chefredaktør for, og fra 2005 til 2011 var hun også chefredaktør for Femina.
Lindemann er medlem af VL-gruppe 36.